# Clara Cheeseman
Clara Eyre Cheeseman (* 16. Juli 1852 in Doncaster, Yorkshire, England; † 24. November 1943 in Auckland, Neuseeland) war eine neuseeländische Schriftstellerin.

## Frühes Leben
Clara Eyre Cheeseman wurde am 16. Juli 1852 als Tochter des Methodisten-Predigers Thomas Cheeseman in Doncaster geboren. Ihr bekannteste Bruder und ältester von insgesamt fünf Kindern der Familie war Thomas Frederic Cheeseman, der später als Botaniker in Neuseeland bekannt wurde.

## Neuseeland
Die Familie verließ vermutlich Ende 1853 über den Hafen von London England und erreichte am 4. April 1854 Neuseeland, nachdem die Artemesia im Hafen von Auckland anlegte. Thomas etablierte sich als Botaniker und gab seinen Schwestern eine Beschäftigung, indem sie ihm bei seinen wissenschaftlichen Arbeiten zur Seite stehen konnten. Während ihre Schwester Emma sich in der Taxonomie weiter bildete und ihrem Bruder damit weiter zur Hand ging, wandte sich Clara der Literatur und der schriftstellerischen Tätigkeit zu.
Clara schrieb Artikel für Magazine und Zeitungen, worunter das Magazin Australian Ladies’ Annual und die Sydney Mail zu finden waren und veröffentlichte 1886 ein dreibändiges Werk mit dem Titel „A Rolling Stone“. Mit dem Werk wurde Clara als Schriftstellerin etwas bekannter, konnte sich aber in dem Bereich nicht durchsetzten. Die Kritiken, die es auf ihr Werk gab, waren meiste auch nicht besonders freundlich.
Über den weiteren Lebensweg von Clara Eyre Cheeseman ist nichts bekannt. Sie verstarb am 24. November 1943 in Auckland.

## Werke
- 1878 – Married for his money. 1878 (englisch).
- 1886 – A Rolling Stone. Vol. I.. Richard Bentley & Son, London 1886 (englisch, Online [abgerufen am 20. Januar 2025]).
- 1886 – A Rolling Stone. Vol. II.. Richard Bentley & Son, London 1886 (englisch, Online [abgerufen am 20. Januar 2025]).
- 1886 – A Rolling Stone. Vol. III.. Richard Bentley & Son, London 1886 (englisch, Online [abgerufen am 20. Januar 2025]).